# Edward L. G. Bowell
Edward L. G. Bowell (Londres, 1943) és un astrònom estatunidenc. Bowell va ser educat a l'Emanuel School londinenc, a la University College i a la Université de Paris. És el principal investigador del Lowell Observatory Near-Earth-Object Search (LONEOS).
Ha descobert un gran nombre d'asteroids, tant dins del programa de Loneos com abans de la seua posada en marxa. Alguns d'aquestos són:
- (2246) Bowell, el 14 de desembre de 1979
- (2357) Phereclos, l'1 de gener de 1981
- (2759) Idomeneus, el 14 d'abril de 1980
- (2797) Teucer, 4 de juny de 1981
- (2920) Automedon, 3 de maig de 1981
- (3564) Talthybius, 15 d'octubre de 1985
- (4057) Demophon, 15 d'octubre de 1985
- (10034) Birlan, 30 de desembre de 1981

També va codescobrir el cometa periòdic 140P/Bowell-Skiff i el no periòdic C/1980 E1.